# Ottavio di Britannia
Ottavio il vecchio (in gallese Eudaf Hen) è un personaggio di cui parla Goffredo di Monmouth nella sua Historia Regum Britanniae. La sua fondatezza storica è discussa; secondo alcuni fu un leggendario sovrano della Britannia.

## Biografia tra leggenda e storia
Regnò quando Costantino I era imperatore a Roma. Costantino era anche stato incoronato sovrano dei britanni nel 306 a York, dopo la morte del padre, ma era poi stato costretto a lasciare la Britannia in mano al proconsole. Fu  allora che Ottavio, duca della tribù celtica dei gewissei si ribellò ai romani, uccise il proconsole e si proclamò sovrano della Britannia.
Costantino inviò tre legioni al comando del prozio Trahern, fratello del futuro re britannico del nord, Coel Hen. A Winchester, nell'Hampshire, Ottavio sconfisse in battaglia Trahern, che saccheggiò Alba; Ottavio mosse allora di nuovo contro il nemico, ma stavolta venne sconfitto a Westmorland e fuggì in Norvegia, dove chiese aiuto a re Gunbert. Intanto Trahern prendeva per sé la corona, ma in Britannia i fedeli di Ottavio lo uccisero vicino a Londra, richiamando poi in patria il sovrano deposto. Dopo anni di governo prospero, Ottavio diede in sposa la figlia al romano Magno Massimo, abdicando in suo favore in seguito a un breve contrasto con suo figlio (o nipote) Conan Meriadoc.